# La Laja (Jalisco)
La Laja es una localidad del estado mexicano de Jalisco. Es parte del municipio de Zapotlanejo.

## Demografía
| Gráfica de evolución demográfica |
|                                  |

| Censo | Población |
| ----- | --------- |
| 1900  | 466       |
| 1910  | 924       |
| 1921  | 484       |
| 1930  | 284       |
| 1940  | 155       |
| 1950  | 456       |
| 1960  | 523       |
| 1970  | 816       |
| 1980  | 1 681     |
| 1990  | 1 637     |
| 2000  | 2 845     |
| 2010  | 3 069     |
| 2020  | 2 961     |